# Buscot Park

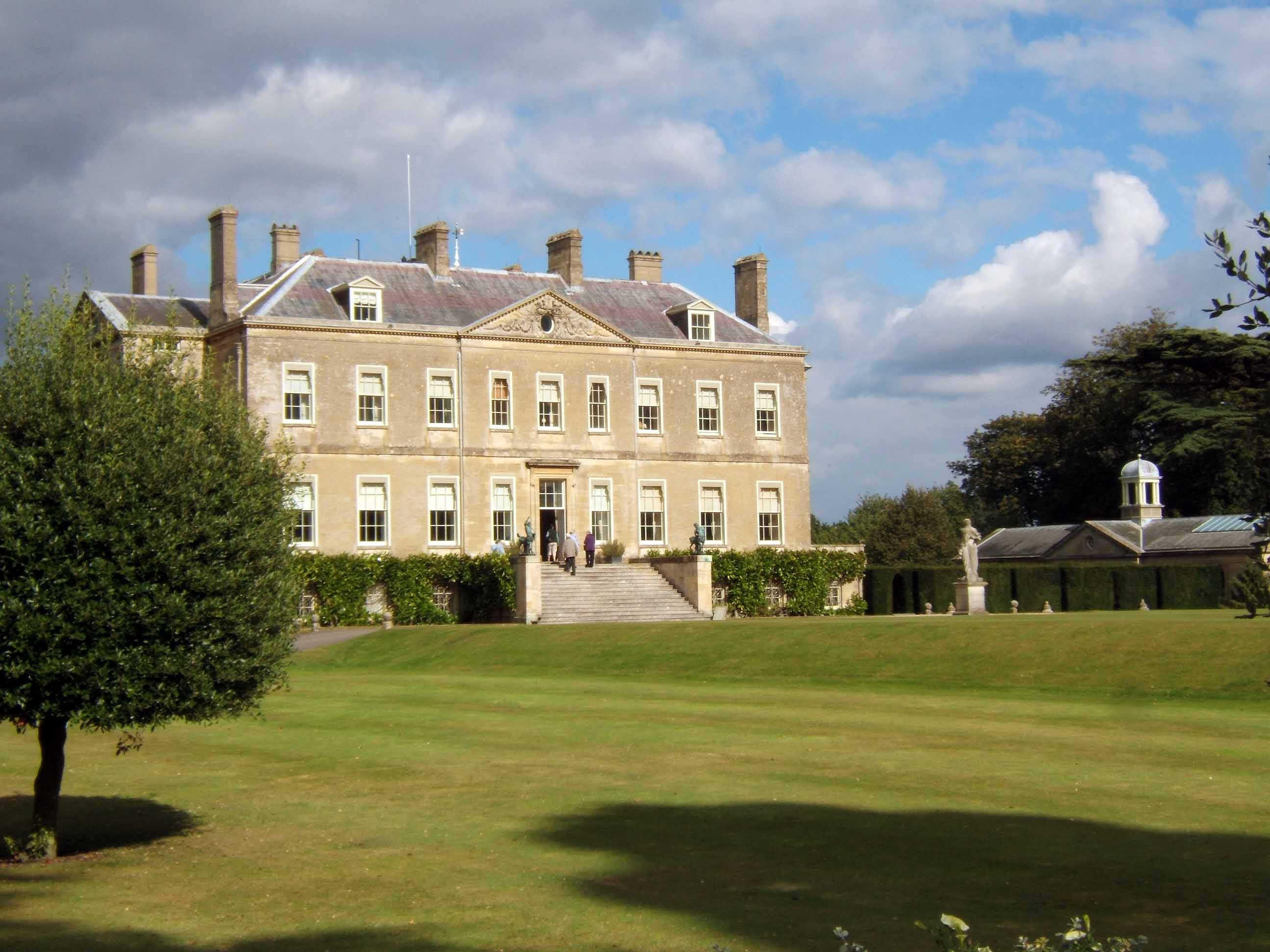
Rezydencja Buscot Park

Buscot Park – XVIII-wieczna rezydencja w Anglii, w hrabstwie Oxfordshire, położona około 5 km na zachód od Faringdon. Obejmuje ona dom w stylu palladiańskim wraz z ogrodami, jeziorami i fragmentem lasu. Od 1956 roku rezydencja jest własnością fundacji National Trust, która udostępnia ją zwiedzającym.

## Historia
Rezydencja została zbudowana w latach 1780-1783 dla Edwarda Lovedena Lovedena, którego rodzina była w posiadaniu tego terenu od 1557 roku. W 1859 roku prawnuk Lovedena, Sir Pryse Pryse sprzedał posiadłość australijskiemu magnatowi Robertowi Tertiusowi Campbellowi. Dwa lata po jego śmierci, w 1889 roku Buscot Park zostało zakupione przez Alexandra Hendersona (od 1916 roku tytułowanego 1. baronem Faringdon). Rozbudował on dom oraz najął Harolda Peto, by ten zaprojektował ogród wodny w stylu włoskim. Henderson zapoczątkował też rodzinną kolekcję sztuki, znaną jako Faringdon Collection. W 1934 roku posiadłość odziedziczył jego wnuk Gavin Henderson, 2. baron Faringdon, który dokonał dalszej rozbudowy domu, jednocześnie pozbywając się elementów wiktoriańskich, przywracając rezydencji jej XVIII-wieczny wygląd. W 1948 roku Buscot Park nabył Ernest Cook, dzierżawiąc ją baronowi Faringdon. W 1956 roku, po śmierci Cooka rezydencja została przekazana fundacji National Trust. Organizacja kontynuuje dzierżawę posiadłości baronom Faringdon (od 1977 Charlesowi Michaelowi, 3. baronowi Faringdon), którzy zarządzają nią w imieniu fundacji.

## Galeria

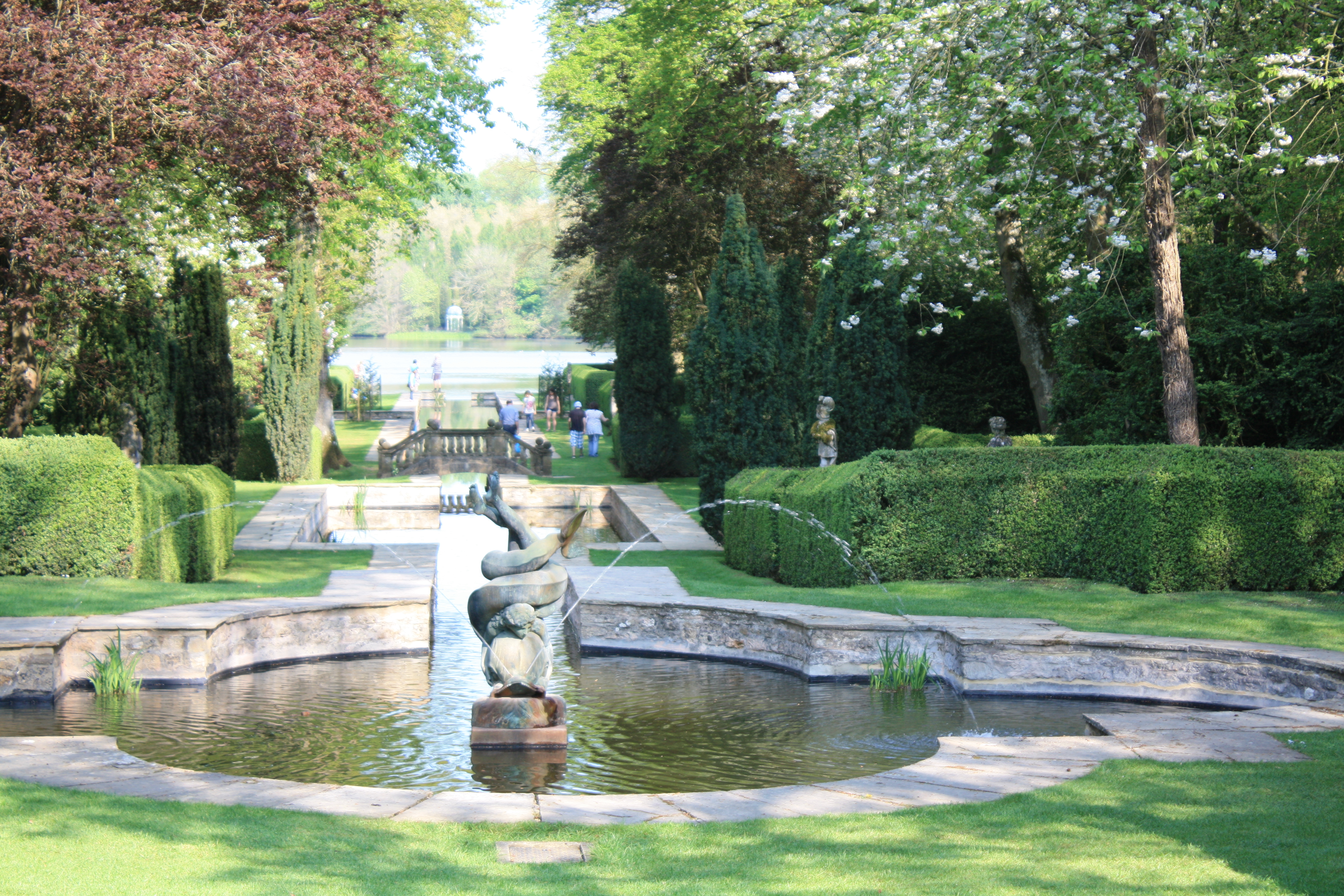
Ogród wodny
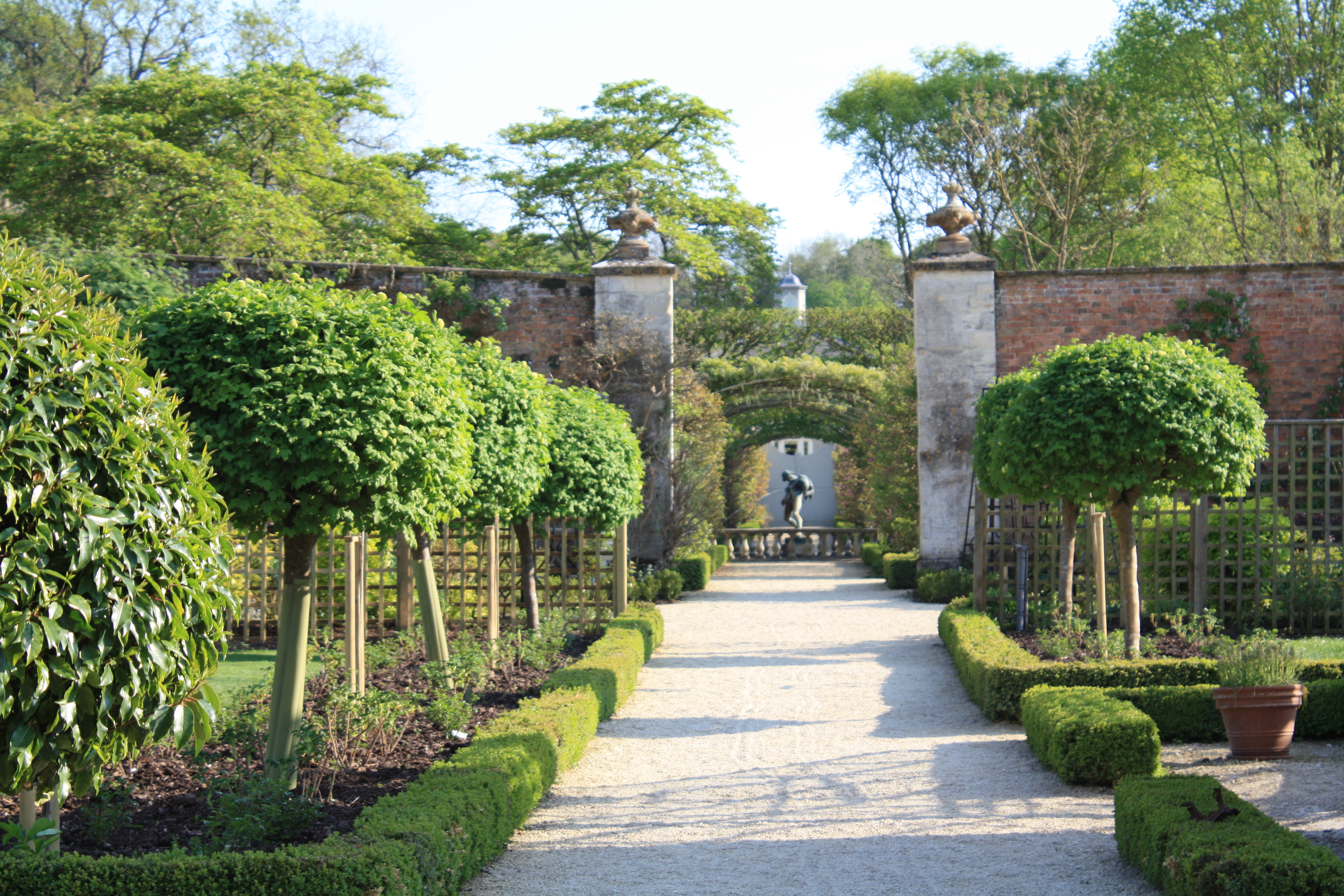
Ogród czterech pór roku
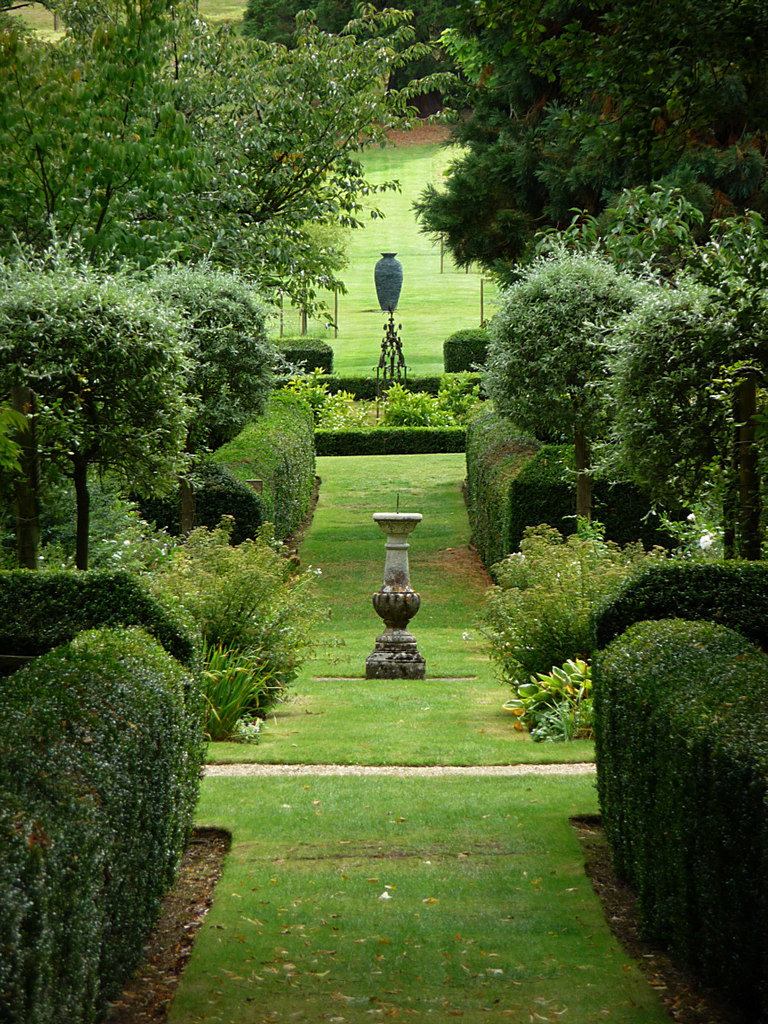
Aleja w zalesionej części posiadłości
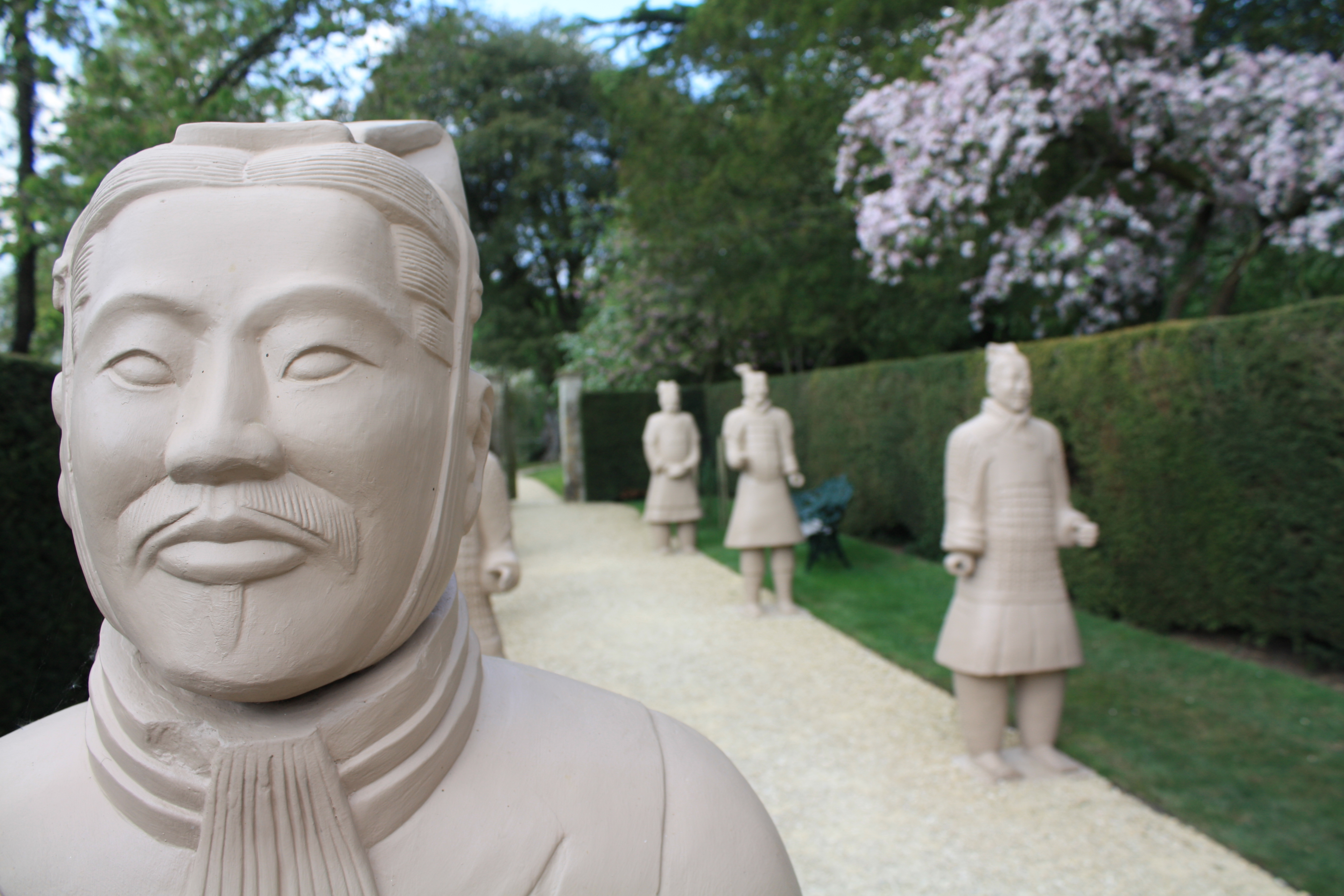
Kopie figur Terakotowej Armii